# Filé (textil)
Filé (från franskans filet= fin tråd) är ett broderinät, som skapas genom så kallad filéknytning, vilket innebär att man för tråd runt en kavel, varefter varje trådmaska försluts med en knut.
Garnet är lindat på en spetsig sticka som fungerar som nål, en så kallad filénål. Maskorna upprepas och bildar ett nät. Man kan binda själva filémaskorna i mönster, men vanligen görs dessa släta som underlag för broderi, så kallat filébroderi.